# Red Norvo

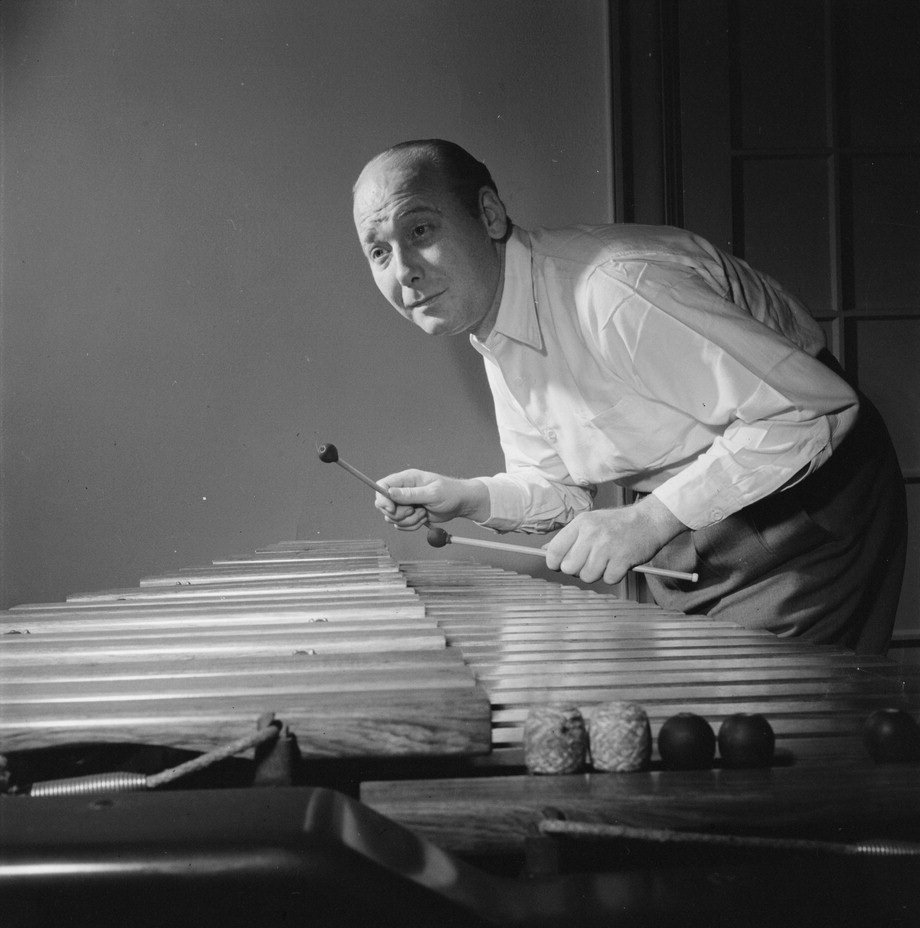
Red Norvo, New York 1947
Foto: William P. Gottlieb

Red Norvo (* 31. März 1908 in Beardstown, Illinois als Kenneth Norville; † 6. April 1999 in Santa Monica, Kalifornien) war ein US-amerikanischer Jazz-Vibraphonist und -Bandleader.

## Leben und Wirkung
Norvo begann seine Karriere 1925 in Chicago in einer Band mit Namen The Collegians. Er spielte zunächst die damals ungewöhnliche Marimba in weiteren Gruppen, darunter auch einer Varietégruppe, die nur aus Marimba-Spielern bestand. Dann leitete er ein Tanzorchester in Milwaukee und war dort und in Chicago beim Rundfunk tätig. Bei einer Sendereihe mit Paul Whiteman lernte er 1931 seine spätere Frau Mildred Bailey kennen. Anschließend hatte er Engagements in der Big Band von Paul Whiteman, die er zusammen mit Bailey 1934 verließ, um als „Mr. and Mrs. Swing“ in New York City in einem gemeinsamen Oktett aufzutreten. 1934 bildete er mit Jack Jenny, Artie Shaw, Charlie Barnet, Teddy Wilson das Swing Septet.
Im Januar 1935 hatte er mit „I Surrender Dear“ (#20) einen ersten Hit in den nationalen Charts. Es folgten weitere Hits wie „Honeysuckle Rose“ und „Norvo Bughouse“; seinem Oktett gehörten bekannte Musiker wie Bunny Berigan, Chu Berry und Shelly Manne an. 1936 weitete er sein Ensemble zum Orchester aus, dem u. a. Hank D’Amico, Dave Barbour und Eddie Sauter angehörten; Norvo hatte Hits mit „I’ve Got My Love to Keep Me Warm“ (#11), „Slummin’ on Park Avenue“ (#8) oder im Februar 1939 mit „I Get Along Without You Very Well“ für Vocalion, der es auf Rang 3 der Hitparade schaffte. Letzter von insgesamt 15 Chart-Notierungen war „I Go for That“ (#20) im Februar 1939.
1943 spielte Norvo Vibraphon in einer All Star-Combo mit Shorty Rogers, Eddie Bert und Ralph Burns. 1945 arbeitete er bei Benny Goodman, 1946 bei Woody Hermans First Herd; 1947 nahm er mit den Boy Friends von Julia Lee auf. Mit seiner zweiten Frau, Eve Rogers, der Schwester von Shorty Rogers, ließ er sich 1947 in Hollywood nieder. In seinem Sextett von 1949 spielte unter anderem Tony Scott mit. In der damals noch ungewöhnlichen Kombination Vibraphon, Gitarre und Bass gründete er ein Trio, zunächst mit Mundell Lowe und Red Kelly. Anschließend beschäftigte er 1950 Tal Farlow (Gitarre) und Charles Mingus (Bass) in seinem kammermusikalisch avanciertesten Trio, gefolgt 1952/53 von der Besetzung mit Jimmy Raney und Red Mitchell. 1954 spielte er kurzzeitig im Quintett mit Tal Farlow, dem Flötisten Buddy Collette, dem Schlagzeuger Chico Hamilton und den Bassisten Monty Budwig bzw. Red Callender. In dem Film-Melodram Rivalen von 1958 hatte Norvo eine kleine Rolle als Mitglied einer Jazzband. Frank Sinatra, Tony Curtis und Natalie Wood waren in den Hauptrollen besetzt. 1959 spielte Norvos Band in Australien mit Frank Sinatra, mit dem er anschließend auch regelmäßig in den 1960ern auftrat. 1968 spielte er auf den Berliner Jazztagen. 
Norvo war bis in die 1980er aktiv, bis ihm ein Schlaganfall weitere Auftritte verunmöglichte. Kompositorisch arbeitete er bis an sein Lebensende. Sein Nachlass liegt im Archiv der Yale University.

## Diskographische Hinweise
- The Red Norvo Trio: Move! mit Mingus und Farlow (Discovery/Savoy Records, 1950,51)

## Belege
1. ↑  Red Norvo: 'Mr. Swing', NPR vom 24. Oktober 2007, abgerufen am 31. Januar 2015.
2. ↑  MSS 48 - The Red Norvo Papers; 18'

| Personendaten    | Personendaten                       |
| ---------------- | ----------------------------------- |
| NAME             | Norvo, Red                          |
| KURZBESCHREIBUNG | US-amerikanischer Jazz-Vibraphonist |
| GEBURTSDATUM     | 31. März 1908                       |
| GEBURTSORT       | Beardstown, Illinois                |
| STERBEDATUM      | 6. April 1999                       |
| STERBEORT        | Santa Monica, Kalifornien           |